# Canthium depressinerve
Canthium depressinerve är en måreväxtart som beskrevs av Henry Nicholas Ridley. Canthium depressinerve ingår i släktet Canthium och familjen måreväxter. Inga underarter finns listade i Catalogue of Life.